# 2021년 바그다드 테러
2021년 바그다드 폭탄 테러는 이라크 바그다드 중심부의 야외 시장에서 두 명의 자살 폭탄 테러범이 벌인 테러 공격이다. 이번 공격으로 최소 32명이 사망하고 110명이 부상당했다. 2017년 12월 이라크 레반트 이슬람 국가(ISIL)의 영토적으로 패배하고 2018년 폭탄 테러 이후 이런 공격이 거의 없어 수도에서 보기 드문 공격이었다.

## 배경
ISIL이 패망한 2017년 이후 이라크에서의 테러 공격은 드물어졌다. 2003년부터 2017년까지 바그다드와 인근 도시들이 주요 표적이 되는 등 전국에서 공격이 흔했다. 전후 기간인 지난 2018년 1월을 마지막으로 같은 장소에서 민간인들에 대한 치명적인 대규모 공격이 발생해 35명이 숨졌다.

## 공격
이른 아침 바그다드 타야란 광장의 한 의류시장은 최근 이라크의 코로나19 범유행으로 1년여간 휴장했다가 다시 문을 열고 사람들이 쇼핑하는 등 북새통을 이뤘다. 한 아랍인이 들어와서 "배가 아프다"며 소리쳤다. 인근 사람들이 접근하자 그는 손에 기폭장치를 눌러 자폭해 여러 명이 숨졌다. 두 번째 자살 폭탄 테러범이 첫 번째 폭탄 테러의 희생자들을 돕던 사람들을 치어 숨지게 했다. 이 폭탄 테러로 32명이 희생되었고 110명 이상이 부상당했으며 이들 중 몇 명은 중태에 빠져 있다.

## 책임
아마크 통신은 이라크 레반트 이슬람 국가 테러범들을 비난했다. 공격이 있은 지 몇 시간 후에 발표된 이 주장은 이 단체가 시아파 무슬림들을 목표로 삼았다고 진술했다.

## 여파
카타이브 헤즈볼라 민병대는 이번 공격이 미국과 이스라엘, 사우디아라비아의 소행이라고 비난하며 사우디아라비아로 전투를 이행하겠다고 선언했다.
2021년 1월 22일, 미사일과 드론 공격은 사우디아라비아의 수도 리야드를 겨냥했다. 이라크 민병대 '진정한 약속의 여단'은 이번 공격이 리야드가 지원한 ISIL의 폭탄 테러에 대한 보복으로 이뤄졌다고 주장했다. 사우디아라비아 정부는 예멘 후티에 책임이 있다고 주장했지만 후티는 파업에 돌입하지 않았다고 부인했다. 1월 28일, 키르쿠크 남부의 알차이 계곡에서 ISIL의 고위 지휘관 아부 야세르 알이사위가 이라크군에 의해 사살되었다.

## 국제적 반응
바레인, 캐나다, 이집트, 프랑스, 이란, 쿠웨이트, 요르단, 레바논,, 말레이시아,, 튀니지, 터키, 사우디아라비아, 아랍에미리트, 카타르, 미국, 예멘, 일부 인정된 팔레스타인도 이번 공격을 규탄했다.
걸프 협력 회의는 나예프 알 하그라프 사무총장과 함께 이 공격에 대해 규탄하며 "피해자 가족들에게 애도와 공감을 표하고 부상자가 빨리 회복되기를 바란다"고 전했다.

## 같이 보기
- 2007년 7월 26일 바그다드 시장 폭탄 테러(영어판)
- 2021년 테러 사건 목록(영어판)